# 杨树 (浙江大学教授)
杨树（1990年6月—），女，中华人民共和国安徽省合肥市人，浙江大学电气工程学院研究员，博士生导师。主要研究方向为电力电子器件。

## 个人经历
2010年获得复旦大学微电子学学士学位；
2014年获得香港科技大学电子计算机工程博士学位；
2014年-2016年分别于香港科技大学担任客座助理教授、英国剑桥大学任博士后；
2016年，进入浙江大学电气工程学院工作。

## 社会荣誉
2016年入选首届CASA第三代半导体卓越创新青年；
2018年获得IEEE ISPSD Charitat Young Researcher Award（该奖项创办30年以来中国大陆首位获奖者）